# 霍汶希
霍汶希（英語：Mani Fok Man Hei；1972年7月17日—），本名霍寶珠，女，生於英屬香港，童星出身，香港演藝圈經紀人，英皇娛樂集團營運總裁，曾任藝人管理部總監及唱片部總監、北京辦事處營運總裁。

## 生平

### 早年
霍汶希生於英屬香港，有一雙胞胎妹妹霍寶玲（Noven Fok），另有六名親生家人，最大的姊姊相差20歲。
霍汶希曾任職连卡佛售貨員、广告模特兒等，早年曾拍攝必勝客廣告。模特生涯結束後，霍汶希在1993年轉為幕後，加入飛圖唱片，英皇集團收購後，成為為幕後經紀人。
2003年廉政公署的舞影行動，霍汶希亦牽涉其中。
霍汶希曾寫過博益出版的《我的驕傲-偶像必紅方程式》及《我的驕傲2》，講述作為經理人的經驗，及爆旗下藝人一些不為人知的秘密。其後第3集《偶像回到校園時》講及她2006年往美國留學的經歷。

## 個人生活
霍汶希至今未婚，早年曾與葉崇仁戀愛過。
2013年母親節當天，霍汶希微博自爆2年前生了一個女兒，取名Hanni；據稱Hanni生父為廣州富商賀丹青。

## 著作
- 我的驕傲-偶像必紅方程式
- 我的驕傲2
- 美國日誌 mani 偶像回到校園時
- Mani VS 偶像終極大反擊

## 作品
- 访谈：2007年《肥媽私房菜之星级强人到会》
- 访谈：2007年9月22日《志雲飯局》
- 综艺：2011年7月30日《快乐大本营》
- 团队秀：2012年8月18日《清唱团》
- 电影：2012年 《超級經理人》
- 访谈：2013年《腾讯网名人坊》
- 访谈：2013年《新浪明星汇》
- 访谈：2013年《凤凰非常道》
- 访谈：2013年《最佳现场》
- 访谈：2013年《星夜故事》
- 访谈：2013年8月3日《華麗之後勁歌金曲》
- 访谈：2013年9月5日《锵锵三人行》
- 访谈：2014年《燭光晚餐》
- 演讲：2015年1月26日《华商启示录》
- 综艺：2014-2018《十二道鋒味》
- 探访：2019年《了不起的她》
- 電台訪問：2019年7月31日《叱吒樂壇》
- 综艺：2020年《乘风破浪的姐姐》
- 综艺：2020年8月15日《快乐大本营》
- 综艺：2020年12月18日《嗨唱转起来2》
- 综艺：2021年《念念桃花源》
- 快手直播：2021年2月17日《对话娱乐圈》
- 综艺：2021年《乘风破浪的姐姐2》
- 访谈：2021年6月17日/24日《了不起的姐姐2》
- 新秀：2021年《冤枉新秀训练营》
- 访谈：2021年12月8日《鲁豫有约一日行》
- 综艺：2021年《因为是朋友呀》
- 访谈：2022年《大牌Duang!》第10期

## 獎項
2007:
- 2006年度點正娛樂新聞王 ——樂壇幕後新聞王